# Paul McGowan
Paul McGowan, né le 7 octobre 1987 à Bellshill (Écosse), est un footballeur écossais qui évolue au poste de milieu de terrain au Dunfermline Athletic.

## Biographie
Paul McGowan a joué un match en Ligue des champions et un match en Ligue Europa avec le Celtic Glasgow.
Depuis le 6 juin 2011, il a signé un contrat de deux ans avec Saint Mirren FC.
Il a reçu le "SFL Young Player of the Month" en janvier 2007 récompensant le meilleur jeune joueur du mois en 2e division écossaise
Pour avoir été traîné en justice cinq fois en huit ans pour divers fait de violence, il porte un bracelet électronique même pendant ses matchs

## Palmarès
- Dunfermline Athletic
  - Champion d'Écosse de D3 en 2023.